# Cucina giavanese

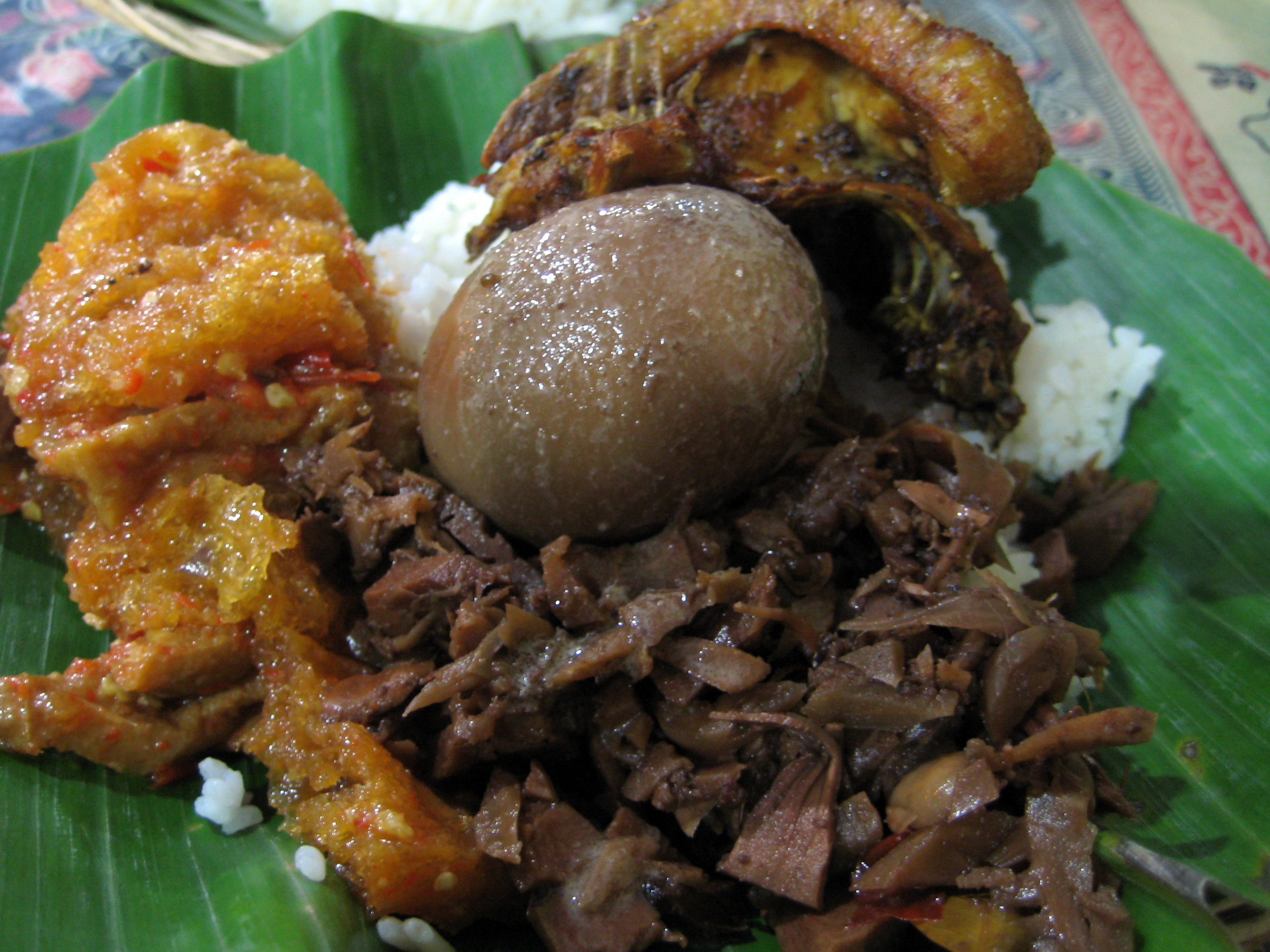
Nasi Gudeg

La cucina giavanese è la cucina del popolo giavanese, il più grande gruppo etnico in Indonesia, e più precisamente della provincia di Giava Centrale, Yogyakarta e di Giava orientale
Anche se la cucina di Sumatra è conosciuta per la sua piccantezza con notevoli influenze arabe ed indiane, la cucina giavanese ha meno influenze ed è nota per la sua semplicità.
Tuttavia, alcuni dei piatti giavanesi dimostrano influenze straniere, in particolare cinesi.
Alcuni indonesiani percepiscono la cucina giavanese piuttosto dolce come gusto in confronto ai piatti indonesiani: questo a causa del largo uso di gula jawa (zucchero di palma) o kecap manis (salsa di soia dolce) che sono gli ingredienti preferiti dei giavanesi.
In un senso più ampio, cucina giavanese fa riferimento anche alla cucina di tutto il popolo dell'isola di Giava; che include la cucina sundanese in Giava occidentale, quella del popolo Betawi a Giacarta e dei Maduresi dell'isola di Madura.
Tutti questi gruppi etnici hanno una loro distinta cucina.
La cucina giavanese è ampiamente divisa in tre grandi gruppi:
- cucina giavanese centrale
- cucina giavanese orientale
- piatti giavanesi in comune

Tra queste cucine ci sono molte somiglianze ma le differenze principali sono nei sapori. La cucina giavanese centrale è più dolce e meno piccante, mentre quella orientale usa meno zucchero e più peperoncino, forse per un'influenza della cucina medurense o araba e della cucina indiana.

## Cucina di Giava centrale

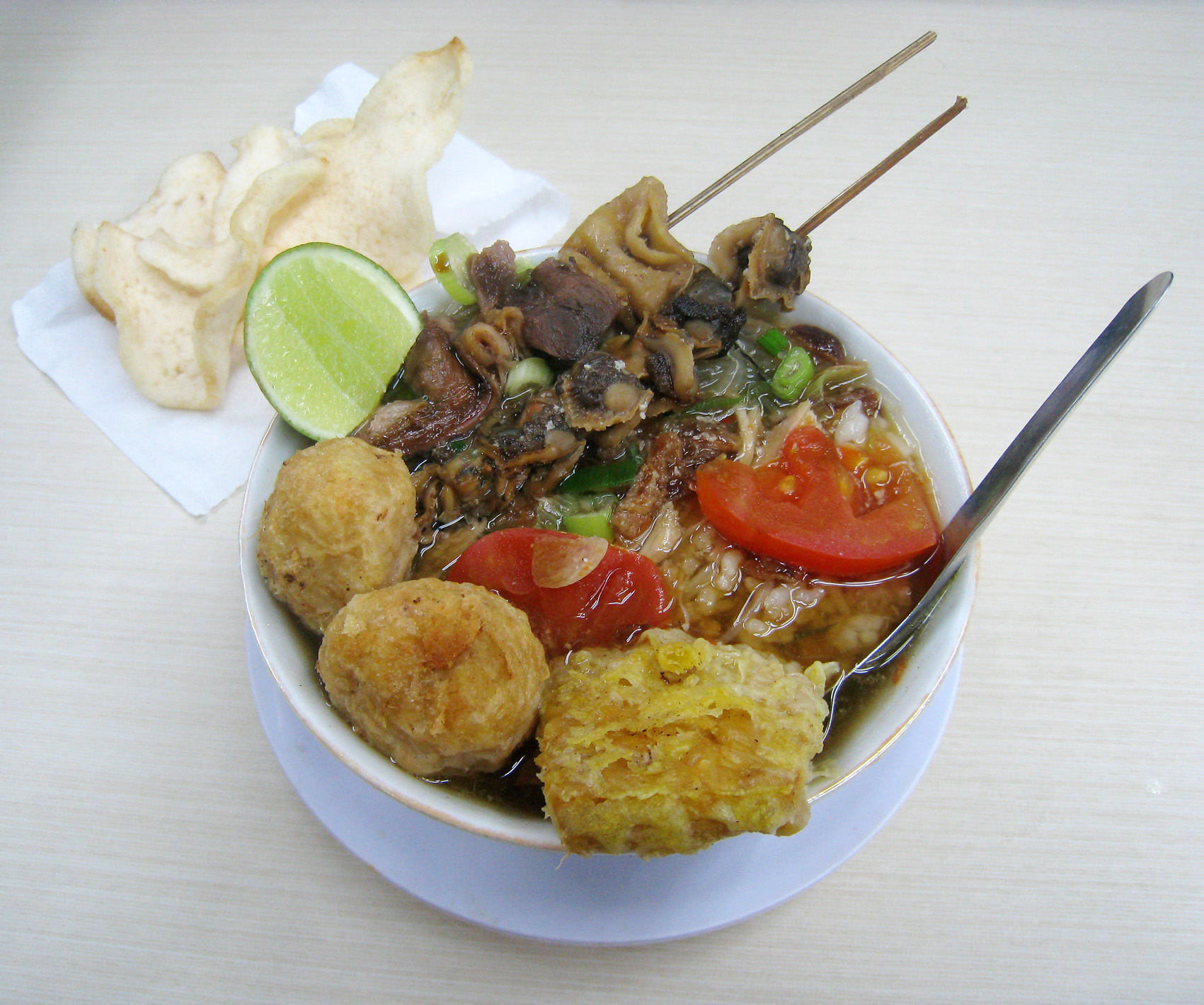
Soto Bangkong

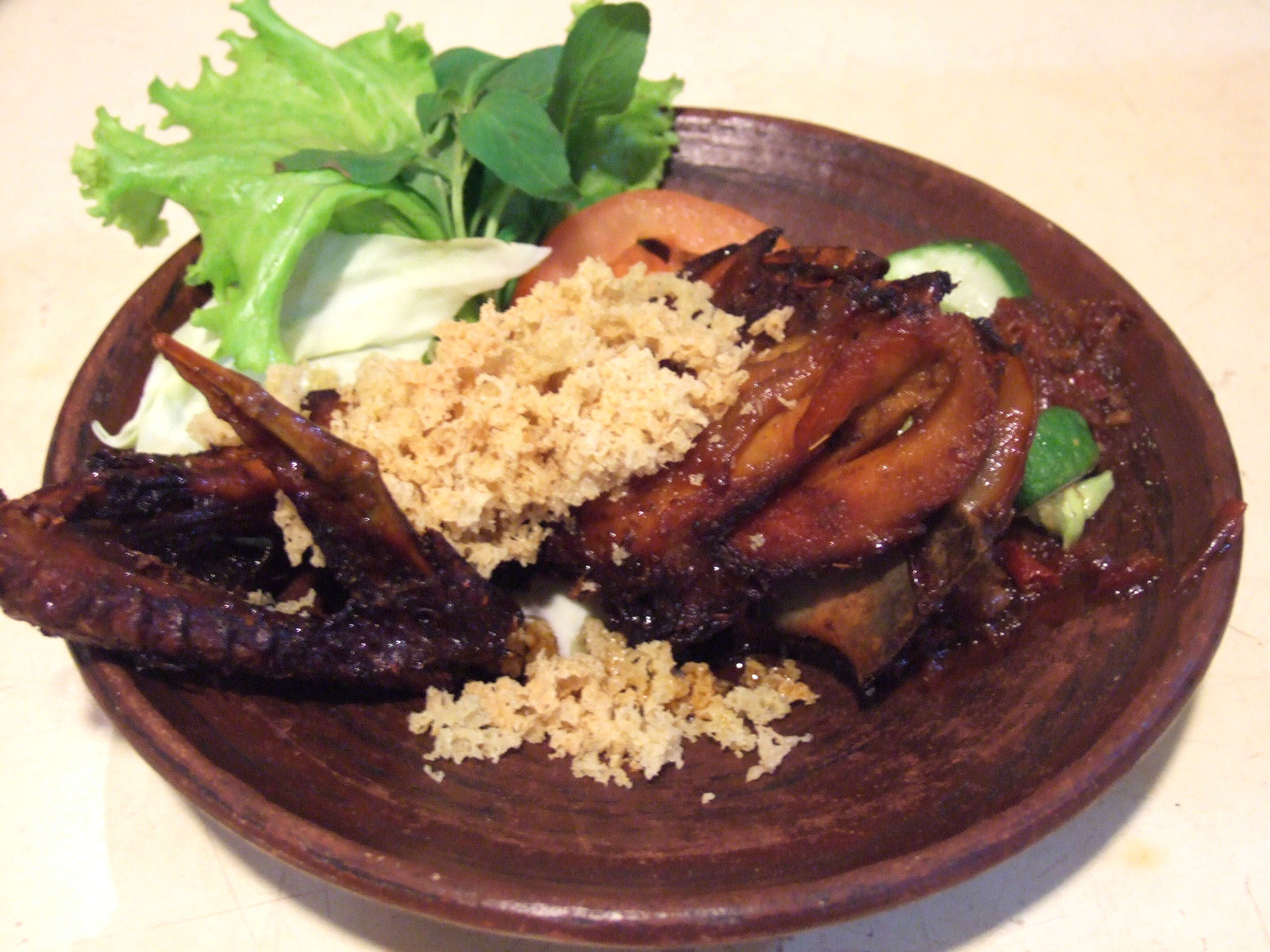
Ayam goreng Kalasan

### Semarang
- Bandeng Juwana
- Lumpia Semarang
- Nasi ayam
- Roti ganjel rel
- Wingko Babat

### Jepara
- Soto Jepara
- Opor panggang
- Kelap antep
- Horok-horok
- Zuppa Jepara shrimp soup
- Zuppa Jepara pangsit
- Bongko mento
- Lontong krubyuk
- Singit
- Semur Jepara
- Sayur pepaya Jepara
- Sayur asem Jepara
- Sayur betik
- Gule petih Jepara
- Sayur keluak ayam
- Kagape kambing
- Bakso Karimunjawa
- Tongseng cumi
- Rempah Jepara
- Bontosan
- Sate sapi Jepara
- Sate kikil
- Tempong

### Kudus
- Jenang Kudus
- Opor bakar
- Soto Kudus

### Yogyakarta
- Ayam geprek[1]
- Ayam goreng Kalasan
- Bakpia e bakpia pathok
- Brongkos
- Gudeg

### Solo
- Bistik Jawa: bistecca di manzo giavanese, piatto di influenza europea
- Nasi liwet
- Sate buntel
- Selat Solo
- Sosis solo, salsicce giavanesi fatte con manzo o pollo ricoperte da uova
- Srabi Solo
- Tongseng
- Tengkleng
- Timlo Solo

### Banyuma
- Nasi bogana Tegal
- Sate Tegal o Sate Balibul
- Sroto Sokaraja:
- Teh poci Tegal
- Tempeh mendoan

## Cucina di Giava orientale

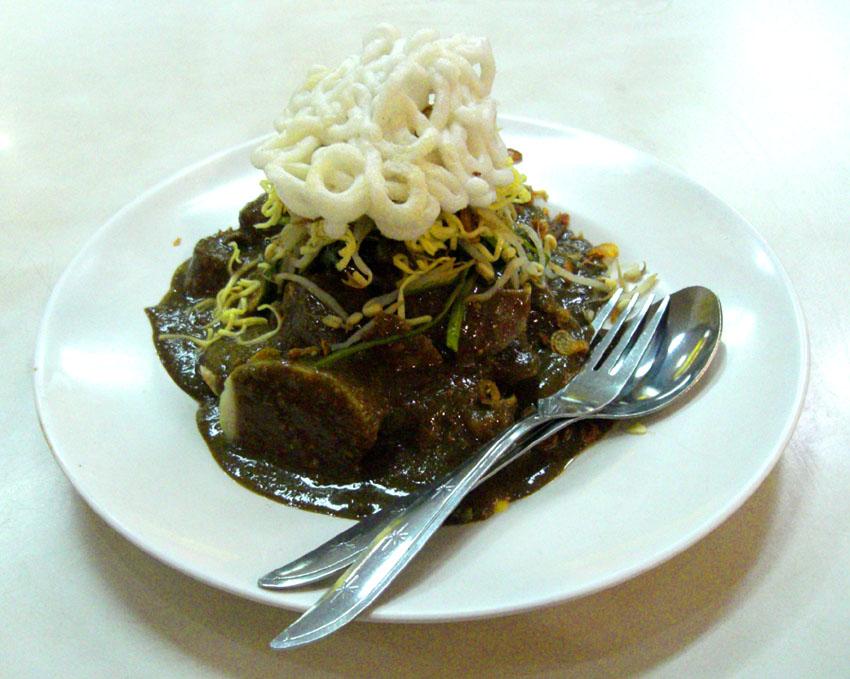
Rujak

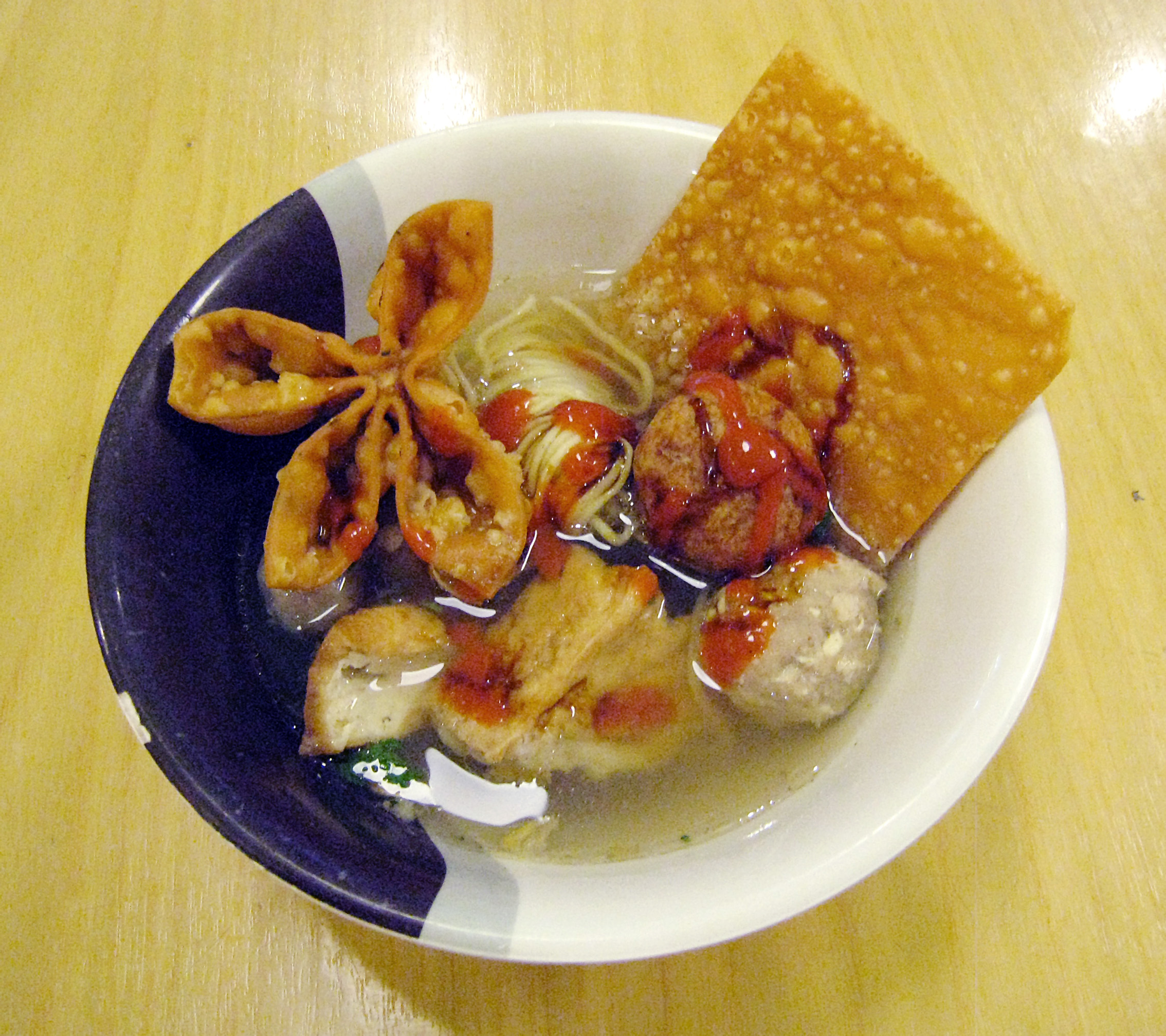
Bakso Malang

### Madiun
- Brem Madiun
- Pecel Madiun

### Lamongan
- Ayam penyet
- Bebek goreng
- Pecel lele
- Soto Lamongan
- Tahu campur

### Surabaya
- Ayam penyet
- Lontong kupang
- Rawon Surabaya
- Rujak cingur
- Semanggi

### Madura
- Sate Madura
- Soto Madura

### Malang
- Bakso Malang
- Cwie mi

### Banyuwangi
- Bolu klemben
- Botok tawon
- Pelasan
- Pindang koyong
- Rujak soto
- Sale pisang